# دوران خوش
دوران خوش (کره‌ای: 오아시스؛ انگلیسی: Oasis) مجموعه تلویزیونی محصول کره جنوبی در سال ۲۰۲۳ با بازی جانگ دونگ یون، سول این آه و چو یونگ وو است. این مجموعه از ۶ مارس تا ۲۵ آوریل ۲۰۲۳، روزهای دوشنبه و سه‌شنبه ساعت ۲۱:۵۰ (کی‌اس‌تی) از کی‌بی‌اس۲ پخش شد. این مجموعه همچنین برای استریم در ویکی و ویو در مناطق منتخب قابل دسترسی است.

## بازیگران

### اصلی
- جانگ دونگ یون در نقش لی دو هاک[۸]
- سول این آه در نقش اوه جونگ شین
- چو یونگ وو در نقش چوی چول وونگ[۹]

### مکمل

#### اطرافیان دو هاک
- کیم میونگ سو در نقش لی جونگ هو؛ پدر دو هاک و یک کشاورز.[۱۰]
- سو هی جونگ در نقش جوم آن دِک؛ مادر دو هاک.[۱۱]
- شین یون ها در نقش لی جونگ اوک؛ خواهر کوچکتر دو هاک.[۸]

#### اطرافیان جونگ شین
- کانگ جی اون در نقش چا گوم اوک[۱۲]
- سونگهی در نقش هام یونگ جا؛ بهترین دوست جونگ شین.[۱۳]
- آن جونگ هون در نقش گو مون گون[۸]

#### اطرافیان چول وونگ
- کانگ کیونگ هون در نقش کانگ یو جین؛ مادر چول وونگ.[۱۲]
- جون نو مین در نقش هوانگ چونگ سونگ[۱۲]
- جین یی هان در نقش اوه مان اوک[۱۲]
- پارک وون سانگ در نقش چوی یونگ شیک؛ پدر چول وونگ.[۸]
- ها هه سونگ در نقش گیونگ جا[۸]

#### دیگران
- جانگ یونگ جون در نقش کی سونگ تاک[۸]

### سایر بازیگران
- دو سانگ وو در نقش کیم هیونگ جو[۴]
- سونگ ته یون در نقش کیل سو[۱۴]

### حضور ویژه
- کیم هیو جین در نقش اوه ته جا[۱۵]

## تولید
فیلم‌برداری دوران خوش در سپتامبر ۲۰۲۲ آغاز شد.